# منتخب أفغانستان لكرة القاعدة
منتخب أفغانستان لكرة القاعدة هو ممثل أفغانستان الرسمي في المنافسات الدولية في كرة القاعدة
.